# نفیفا
نفیفا (به فرانسوی: Nfifa) یک منطقهٔ مسکونی در مراکش است که در استان شیشاوه واقع شده‌است. نفیفا ۵٬۴۵۵ نفر جمعیت دارد.